# خواکیم گالرا
خواکیم گالرا (اسپانیایی: Joaquim Galera‎؛ زادهٔ ۲۵ مهٔ ۱۹۴۰) دوچرخه‌سوار اهل اسپانیا است. وی در مسابقات تور دو فرانس شرکت کرده است.